# هوانگ سونگ-سو
هوانگ سونگ-سو (انگلیسی: Hwang Song-su؛ زادهٔ ۱۰ ژوئیهٔ ۱۹۸۷) بازیکن فوتبال اهل کره شمالی است.
از باشگاه‌هایی که در آن بازی کرده‌است می‌توان به باشگاه فوتبال جوبیلو ایواتا اشاره کرد.
وی همچنین در تیم ملی فوتبال کره شمالی بازی کرده‌است.